# 2017 en rugby à XIII
| Années du rugby à XIII : 2014 - 2015 - 2016 - 2017 - 2018 - 2019 - 2020    |
| Décennies du rugby à XIII : 1980 - 1990 - 2000 - 2010 - 2020 - 2030 - 2040 |

Les faits marquants de l'année 2017 en rugby à XIII

## Principales compétitions
- Championnat de France
- Coupe de France
- National Rugby League
- State of Origin
- Super League
- Coupe d'Angleterre

## Principaux décès
| Date        | Nom                    | Pays       | Âge    | Commentaires   |
| 6 janvier   | Gavin Whittaker        | Australie  | 46 ans |                |
| 9 janvier   | Terry Ramshaw          | Angleterre | 73 ans |                |
| 31 janvier  | Paul McBlane           | Australie  | 53 ans | Arbitre de NRL |
| 3 février   | Colin Hutton           | Angleterre | 90 ans |                |
| 11 février  | Joseph Bonnar          | Angleterre | 68 ans |                |
| 27 février  | Syd Lowdon             | Angleterre | 81 ans |                |
| 9 mars      | Mick Adams             | Angleterre | 65 ans |                |
| 9 mars      | Keith Holliday         | Angleterre | 82 ans |                |
| 9 mars      | Aldo Quaglio           | France     | 85 ans |                |
| 15 mars     | Jacques Cabero         | France     | 69 ans |                |
| 16 mars     | Tony Barrow            | Angleterre | 45 ans |                |
| 21 mars     | Michel Bardes          | France     | 74 ans |                |
| 14 avril    | Paul-François de Nadaï | France     | 69 ans |                |
| 20 avril    | Eric Ingham            | Angleterre | 72 ans |                |
| 23 mai      | Gérard Bélivaud        | France     | 81 ans |                |
| 27 mai      | Donald Robinson (en)   | Angleterre | 84 ans |                |
| 6 juin      | Peter Norburn          | Angleterre | 86 ans |                |
| 7 juin      | Arthur Bunting         | Angleterre | 80 ans |                |
| 28 juin     | Wally O'Connell        | Australie  | 94 ans |                |
| 30 août     | Pierre Dubié           | France     | 81 ans |                |
| 2 décembre  | Jean Barthe            | France     | 85 ans |                |
| 18 décembre | Étienne Courtine       | France     | 78 ans |                |